# Ledian Memushaj
Ledian Memushaj (Valona, 7 dicembre 1986) è un allenatore di calcio ed ex calciatore albanese con cittadinanza italiana, di ruolo centrocampista.
È soprannominato Memu, diminutivo del suo cognome.

## Biografia
Nato a Valona, a 11 anni si è trasferito a Cremona, per poi trasferirsi in Liguria.
Ha un fratello di nome Erand.
Il 30 aprile 2019 si è sposato a Pescara con Francesca Cappai, da cui ha avuto un figlio (di nome Damiano) il 21 settembre 2020.

## Caratteristiche tecniche
È un centrocampista dalla forte personalità, che gioca nel ruolo di regista, ma capace anche di giocare come trequartista, grazie alla buona visione di gioco e alla spiccata duttilità. Dotato tecnicamente, si dimostra molto abile calciando verso la porta con entrambi i piedi essendo ambidestro. Inoltre è un ottimo tiratore dei calci piazzati.

## Carriera

### Club
Inizia a giocare nei settori giovanili di ArsenalSpezia e Canaletto, prima di passare alla Sarzanese nel 2001, società in cui rimarrà per 7 stagioni. Nell'annata 2007-2008, il tecnico Stefano Sottili ne intuisce le doti, schierandolo titolare e portandolo con sé al Valle d'Aosta durante l'estate seguente. Le sue qualità non tardano ad emergere: la Paganese, formazione di Lega Pro Prima Divisione, lo ingaggia nel 2009. In Campania disputa una stagione positiva, sebbene la squadra non riuscirà ad evitare la retrocessione, perdendo i play-out contro il Viareggio.

#### Chievo e prestito al Portogruaro
Il 9 luglio 2010 si trasferisce a parametro zero al Chievo. Il debutto con i clivensi risale al 28 ottobre 2010, in Coppa Italia, nella vittoria per 2 a 0 contro il Sassuolo.
Il 29 gennaio 2011 passa in prestito semestrale al Portogruaro, con cui esordisce il successivo 5 febbraio contro il Frosinone (0-1). Il 16 aprile 2011 segna il suo primo gol, seppur inutile ai fini del risultato, nella sconfitta contro la Triestina.

#### Carpi
Il 28 luglio dello stesso anno viene ufficializzato il suo passaggio in compartecipazione al Carpi. Il 4 settembre debutta contro la Tritium, partita nella quale segna anche il suo primo gol nel 4 a 0 in favore dei biancorossi. La seconda realizzazione risale al derby contro la Reggiana, ripetendosi due settimane dopo a Foggia: gol dalla distanza su punizione. Conclude la stagione con 31 presenze ed 8 gol, contribuendo alla scalata del Carpi, interrotta dalla Pro Vercelli in finale playoff (3-1). Il 1º luglio 2012 il club emiliano risolve la compartecipazione, rilevando anche la seconda metà del cartellino dal Chievo Verona.

#### Lecce
Il 27 luglio 2012 passa nuovamente al Chievo, che lo gira in comproprietà al Lecce: con i salentini firma un contratto triennale. Il 2 settembre esordisce con i giallorossi nella prima giornata del campionato di Lega Pro contro la Cremonese, segnando anche il gol del momentaneo 3 a 0 (partita terminata 3-2). Il tecnico Franco Lerda inizialmente lo schiera come centrocampista centrale, poi nella posizione di ala sinistra per far spazio in mediana ad Antonio Toma. Conclude la stagione con 29 presenze e 3 gol in campionato, perdendo la finale play-off proprio contro il Carpi, sua ex squadra. Il 20 giugno 2013 il cartellino del giocatore diventa interamente del Lecce, che risolve la compartecipazione in proprio favore. Durante la stagione, a causa di un litigio col compagno di squadra Giovanni Tomi, viene punito dal club e obbligato a dedicarsi ai servizi sociali per alcune ore.

#### Ritorno al Carpi
Il 30 luglio 2013 rientra al Carpi con la formula del prestito con diritto di riscatto. Il 3 maggio 2014, durante la partita contro il Pescara, si procura una lesione del legamento crociato anteriore del ginocchio destro, terminando anzitempo la stagione che si rivela comunque positiva con 33 presenze ed 8 reti.

#### Pescara
Terminato il prestito al Carpi, il 1º settembre 2014 passa al Pescara in prestito con obbligo di riscatto in caso di salvezza della squadra abruzzese. Il 28 ottobre 2014 segna su rigore il suo primo gol con la nuova maglia, nel pareggio per 1 a 1 contro il Bari. Totalizza complessivamente 35 partite, segnando 7 gol. L'annata positiva vale la decima posizione nella top 15 dei centrocampisti di Serie B, secondo una classifica stilata dalla Lega. Al termine della stagione viene riscattato dal Pescara per 200.000 euro. L'anno successivo raggiunge la promozione in Serie A con i delfini, disputando entrambe le gare nella finale dei play-off, saltando così la prima gara di Euro 2016 con l'Albania.
In massima serie realizza la sua prima rete durante la 14ª giornata della stagione 2016-2017 contro la Roma, nella sconfitta per 3 a 2, con un preciso sinistro che batte Wojciech Szczęsny.

#### Il prestito al Benevento
Il 28 agosto 2017 si trasferisce, con la formula del prestito oneroso di 200.000 euro con obbligo di riscatto fissato a 800.000 euro, al neopromosso Benevento: Zdenek Zeman, allora tecnico del Pescara, ne aveva infatti chiesto la cessione.
Dopo un girone d'andata da titolare, viene accantonato da Roberto De Zerbi, subentrato all'esonerato Marco Baroni, e messo sul mercato dalla società campana. Resta tuttavia in rosa e disputa l'ultima partita in giallorosso il 4 febbraio 2018 contro il Napoli (0-2): non scenderà più in campo anche a causa di un infortunio alla caviglia, oltre che per il rapporto non idilliaco con l'allenatore.

#### Ritorno al Pescara
Il 9 luglio 2018 viene ufficializzato il ritorno del calciatore albanese al Pescara. Firma un contratto triennale, prolungato successivamente sino al 2023. La seconda esperienza abruzzese inizia con il ritorno in Serie A sfiorato agli ordini di Giuseppe Pillon e si conclude con una stagione in Serie C, seguita alla retrocessione del club adriatico al termine della stagione 2020-2021. Il centrocampista entra nella storia del club, raggiungendo quota 238 presenze ufficiali che gli valgono il sesto posto assoluto, primo tra i calciatori stranieri, nella classifica dei giocatori con più presenze nella storia del Pescara.
Al termine della stagione 2021-2022, il presidente della società abruzzese, Daniele Sebastiani, annuncia ufficialmente il ritiro di Memushaj e il suo contestuale subentro a Pierluigi Iervese alla guida della formazione Primavera.

### Allenatore
Il 23 giugno 2022, immediatamente dopo l'annuncio del ritiro dal calcio giocato, assume quindi la guida della formazione Primavera del Pescara, retrocessa nella stagione successiva in Primavera 2. Il 1º luglio 2023 abbandona il club adriatico e un mese dopo viene ingaggiato come vice allenatore di Luigi Di Biagio alla Dinamo Tirana, esperienza interrotta in ottobre a causa delle dimissioni del tecnico italiano.
Il 18 luglio 2024 viene nominato nuovamente allenatore della Primavera del Pescara, ma il successivo 26 novembre viene esonerato.

### Nazionale
La prima convocazione in nazionale risale al 2010. Debutta il 17 novembre nell'amichevole a reti bianche, giocata a Tirana contro la Macedonia del Nord, entrando al minuto 63.
Il 29 marzo 2016 nella vittoria contro il Lussemburgo, tredicesima presenza in nazionale, indossa per la prima volta la fascia da capitano. Viene convocato per gli Europei 2016 in Francia: gioca 2 delle 3 gare della squadra, eliminata al primo turno della competizione.
L'11 giugno 2017 segna la sua unica rete in occasione del successo esterno per 3 a 0 contro Israele, in una partita valevole per le qualificazioni mondiali del 2018. Chiude la carriera in nazionale con 44 presenze.

## Statistiche

### Presenze e reti nei club
Statistiche aggiornate al 16 maggio 2022.
| Stagione         | Squadra          | Campionato       | Campionato | Campionato | Coppe nazionali | Coppe nazionali | Coppe nazionali | Coppe continentali | Coppe continentali | Coppe continentali | Altre coppe | Altre coppe | Altre coppe | Totale | Totale |
| Stagione         | Squadra          | Comp             | Pres       | Reti       | Comp            | Pres            | Reti            | Comp               | Pres               | Reti               | Comp        | Pres        | Reti        | Pres   | Reti   |
| ---------------- | ---------------- | ---------------- | ---------- | ---------- | --------------- | --------------- | --------------- | ------------------ | ------------------ | ------------------ | ----------- | ----------- | ----------- | ------ | ------ |
| 2003-2004        | Sarzanese        | Ecc.             | 2          | 0          | -               | -               | -               | -                  | -                  | -                  | -           | -           | -           | 2      | 0      |
| 2004-2005        | Sarzanese        | Ecc.             | 29         | 2          | -               | -               | -               | -                  | -                  | -                  | -           | -           | -           | 29     | 2      |
| 2005-2006        | Sarzanese        | Ecc.             | 32         | 8          | -               | -               | -               | -                  | -                  | -                  | -           | -           | -           | 32     | 8      |
| 2006-2007        | Sarzanese        | D                | 31         | 3          | CI-D            | 2               | 0               | -                  | -                  | -                  | -           | -           | -           | 33     | 3      |
| 2007-2008        | Sarzanese        | D                | 22         | 5          | CI-D            | 1               | 1               | -                  | -                  | -                  | -           | -           | -           | 23     | 6      |
| Totale Sarzanese | Totale Sarzanese | Totale Sarzanese | 116        | 18         |                 | 3               | 1               |                    | -                  | -                  |             | -           | -           | 119    | 19     |
| 2008-2009        | Valle d'Aosta    | D                | 34         | 3          | CI-D            | 0               | 0               | -                  | -                  | -                  | -           | -           | -           | 34     | 3      |
| 2009-2010        | Paganese         | 1D               | 27+2       | 1          | CI-LP           | 2               | 0               | -                  | -                  | -                  | -           | -           | -           | 31     | 1      |
| 2010-gen. 2011   | Chievo           | A                | 0          | 0          | CI              | 3               | 0               | -                  | -                  | -                  | -           | -           | -           | 3      | 0      |
| gen.-giu. 2011   | Portogruaro      | B                | 15         | 2          | CI              | 0               | 0               | -                  | -                  | -                  | -           | -           | -           | 15     | 2      |
| 2011-2012        | Carpi            | 1D               | 31+4       | 8          | CI+CI-LP        | 4               | 1               | -                  | -                  | -                  | -           | -           | -           | 39     | 9      |
| 2012-2013        | Lecce            | 1D               | 29+3       | 3          | CI+CI-LP        | 5               | 2               | -                  | -                  | -                  | -           | -           | -           | 37     | 5      |
| 2013-2014        | Carpi            | B                | 33         | 8          | CI              | 1               | 0               | -                  | -                  | -                  | -           | -           | -           | 34     | 8      |
| Totale Carpi     | Totale Carpi     | Totale Carpi     | 68         | 16         |                 | 5               | 1               |                    | -                  | -                  |             | -           | -           | 73     | 17     |
| 2014-2015        | Pescara          | B                | 30+5       | 7          | CI              | 1               | 0               | -                  | -                  | -                  | -           | -           | -           | 36     | 7      |
| 2015-2016        | Pescara          | B                | 30+2       | 11         | CI              | 1               | 0               | -                  | -                  | -                  | -           | -           | -           | 33     | 11     |
| 2016-2017        | Pescara          | A                | 36         | 1          | CI              | 2               | 0               | -                  | -                  | -                  | -           | -           | -           | 38     | 1      |
| 2017-2018        | Benevento        | A                | 17         | 0          | CI              | 0               | 0               | -                  | -                  | -                  | -           | -           | -           | 17     | 0      |
| 2018-2019        | Pescara          | B                | 35+2       | 2          | CI              | 2               | 0               | -                  | -                  | -                  | -           | -           | -           | 38     | 2      |
| 2019-2020        | Pescara          | B                | 35+2       | 4          | CI              | 2               | 0               | -                  | -                  | -                  | -           | -           | -           | 34     | 4      |
| 2020-2021        | Pescara          | B                | 21         | 1          | CI              | 1               | 0               | -                  | -                  | -                  | -           | -           | -           | 22     | 1      |
| 2021-2022        | Pescara          | C                | 27+3       | 2+1        | CI-C            | 1               | 0               | -                  | -                  | -                  | -           | -           | -           | 31     | 3      |
| Totale Pescara   | Totale Pescara   | Totale Pescara   | 214+14     | 29         |                 | 10              | 0               |                    | -                  | -                  |             | -           | -           | 238    | 29     |
| Totale carriera  | Totale carriera  | Totale carriera  | 516+23     | 72         |                 | 28              | 4               |                    | -                  | -                  |             | -           | -           | 567    | 76     |

### Cronologia presenze e reti in nazionale
| Cronologia completa delle presenze e delle reti in nazionale ― Albania | Cronologia completa delle presenze e delle reti in nazionale ― Albania | Cronologia completa delle presenze e delle reti in nazionale ― Albania | Cronologia completa delle presenze e delle reti in nazionale ― Albania | Cronologia completa delle presenze e delle reti in nazionale ― Albania | Cronologia completa delle presenze e delle reti in nazionale ― Albania | Cronologia completa delle presenze e delle reti in nazionale ― Albania | Cronologia completa delle presenze e delle reti in nazionale ― Albania |
| Data                                                                   | Città                                                                  | In casa                                                                | Risultato                                                              | Ospiti                                                                 | Competizione                                                           | Reti                                                                   | Note                                                                   |
| ---------------------------------------------------------------------- | ---------------------------------------------------------------------- | ---------------------------------------------------------------------- | ---------------------------------------------------------------------- | ---------------------------------------------------------------------- | ---------------------------------------------------------------------- | ---------------------------------------------------------------------- | ---------------------------------------------------------------------- |
| 17-11-2010                                                             | Coriza                                                                 | Albania                                                                | 0 – 0                                                                  | Macedonia                                                              | Amichevole                                                             | -                                                                      | 63’                                                                    |
| 9-2-2011                                                               | Tirana                                                                 | Albania                                                                | 1 – 2                                                                  | Slovenia                                                               | Amichevole                                                             | -                                                                      | 81’                                                                    |
| 15-8-2012                                                              | Tirana                                                                 | Albania                                                                | 0 – 0                                                                  | Moldavia                                                               | Amichevole                                                             | -                                                                      | 46’                                                                    |
| 15-11-2013                                                             | Adalia                                                                 | Albania                                                                | 0 – 0                                                                  | Bielorussia                                                            | Amichevole                                                             | -                                                                      | 71’                                                                    |
| 5-3-2014                                                               | Durazzo                                                                | Albania                                                                | 2 – 0                                                                  | Malta                                                                  | Amichevole                                                             | -                                                                      | 78’                                                                    |
| 14-11-2014                                                             | Rennes                                                                 | Francia                                                                | 1 – 1                                                                  | Albania                                                                | Amichevole                                                             | -                                                                      |                                                                        |
| 18-11-2014                                                             | Genova                                                                 | Italia                                                                 | 1 – 0                                                                  | Albania                                                                | Amichevole                                                             | -                                                                      |                                                                        |
| 29-3-2015                                                              | Elbasan                                                                | Albania                                                                | 2 – 1                                                                  | Armenia                                                                | Qual. Euro 2016                                                        | -                                                                      | 46’                                                                    |
| 13-6-2015                                                              | Elbasan                                                                | Albania                                                                | 1 – 0                                                                  | Francia                                                                | Amichevole                                                             | -                                                                      | 18’                                                                    |
| 8-10-2015                                                              | Elbasan                                                                | Albania                                                                | 0 – 2                                                                  | Serbia                                                                 | Qual. Euro 2016                                                        | -                                                                      |                                                                        |
| 11-10-2015                                                             | Erevan                                                                 | Armenia                                                                | 0 – 3                                                                  | Albania                                                                | Qual. Euro 2016                                                        | -                                                                      | 73’                                                                    |
| 13-11-2015                                                             | Pristina                                                               | Kosovo                                                                 | 2 – 2                                                                  | Albania                                                                | Amichevole                                                             | -                                                                      | 81’                                                                    |
| 29-3-2016                                                              | Lussemburgo                                                            | Lussemburgo                                                            | 0 – 2                                                                  | Albania                                                                | Amichevole                                                             | -                                                                      | cap. 59’                                                               |
| 3-6-2016                                                               | Bergamo                                                                | Albania                                                                | 1 – 3                                                                  | Ucraina                                                                | Amichevole                                                             | -                                                                      | 46’                                                                    |
| 15-6-2016                                                              | Marsiglia                                                              | Francia                                                                | 2 – 0                                                                  | Albania                                                                | Euro 2016 - 1º turno                                                   | -                                                                      |                                                                        |
| 19-6-2016                                                              | Lione                                                                  | Romania                                                                | 0 – 1                                                                  | Albania                                                                | Euro 2016 - 1º turno                                                   | -                                                                      | 85’                                                                    |
| 31-8-2016                                                              | Scutari                                                                | Albania                                                                | 0 – 0                                                                  | Marocco                                                                | Amichevole                                                             | -                                                                      | 61’                                                                    |
| 5-9-2016                                                               | Scutari                                                                | Albania                                                                | 2 – 1                                                                  | Macedonia                                                              | Qual. Mondiali 2018                                                    | -                                                                      | 60’                                                                    |
| 9-10-2016                                                              | Scutari                                                                | Albania                                                                | 0 – 2                                                                  | Spagna                                                                 | Qual. Mondiali 2018                                                    | -                                                                      | 68’                                                                    |
| 12-11-2016                                                             | Elbasan                                                                | Albania                                                                | 0 – 3                                                                  | Israele                                                                | Qual. Mondiali 2018                                                    | -                                                                      |                                                                        |
| 24-3-2017                                                              | Palermo                                                                | Italia                                                                 | 2 – 0                                                                  | Albania                                                                | Qual. Mondiali 2018                                                    | -                                                                      | 11’                                                                    |
| 28-3-2017                                                              | Elbasan                                                                | Albania                                                                | 1 – 2                                                                  | Bosnia ed Erzegovina                                                   | Amichevole                                                             | -                                                                      | 59’                                                                    |
| 4-6-2017                                                               | Lussemburgo                                                            | Lussemburgo                                                            | 2 – 1                                                                  | Albania                                                                | Amichevole                                                             | -                                                                      |                                                                        |
| 11-6-2017                                                              | Haifa                                                                  | Israele                                                                | 0 – 3                                                                  | Albania                                                                | Qual. Mondiali 2018                                                    | 1                                                                      |                                                                        |
| 2-9-2017                                                               | Elbasan                                                                | Albania                                                                | 2 – 0                                                                  | Liechtenstein                                                          | Qual. Mondiali 2018                                                    | -                                                                      | 77’                                                                    |
| 5-9-2017                                                               | Strumica                                                               | Macedonia                                                              | 1 – 1                                                                  | Albania                                                                | Qual. Mondiali 2018                                                    | -                                                                      | 46’                                                                    |
| 6-10-2017                                                              | Alicante                                                               | Spagna                                                                 | 3 – 0                                                                  | Albania                                                                | Qual. Mondiali 2018                                                    | -                                                                      |                                                                        |
| 9-10-2017                                                              | Scutari                                                                | Albania                                                                | 0 – 1                                                                  | Italia                                                                 | Qual. Mondiali 2018                                                    | -                                                                      | 76’                                                                    |
| 13-11-2017                                                             | Adalia                                                                 | Turchia                                                                | 2 – 3                                                                  | Albania                                                                | Amichevole                                                             | -                                                                      | 32’, 41’                                                               |
| 7-9-2018                                                               | Elbasan                                                                | Albania                                                                | 1 – 0                                                                  | Israele                                                                | UEFA Nations League 2018-2019 - 1º turno                               | -                                                                      |                                                                        |
| 10-9-2018                                                              | Glasgow                                                                | Scozia                                                                 | 2 – 0                                                                  | Albania                                                                | UEFA Nations League 2018-2019 - 1º turno                               | -                                                                      | 90+3’                                                                  |
| 14-10-2018                                                             | Be'er Sheva                                                            | Israele                                                                | 2 – 0                                                                  | Albania                                                                | UEFA Nations League 2018-2019 - 1º turno                               | -                                                                      |                                                                        |
| 17-11-2018                                                             | Scutari                                                                | Albania                                                                | 0 – 4                                                                  | Scozia                                                                 | UEFA Nations League 2018-2019 - 1º turno                               | -                                                                      |                                                                        |
| 20-11-2018                                                             | Elbasan                                                                | Albania                                                                | 1 – 0                                                                  | Galles                                                                 | Amichevole                                                             | -                                                                      | 59’                                                                    |
| 22-3-2019                                                              | Scutari                                                                | Albania                                                                | 0 – 2                                                                  | Turchia                                                                | Qual. Euro 2020                                                        | -                                                                      |                                                                        |
| 25-3-2019                                                              | Andorra la Vella                                                       | Andorra                                                                | 0 – 3                                                                  | Albania                                                                | Qual. Euro 2020                                                        | -                                                                      | 87’                                                                    |
| 10-9-2019                                                              | Elbasan                                                                | Albania                                                                | 4 – 2                                                                  | Islanda                                                                | Qual. Euro 2020                                                        | -                                                                      |                                                                        |
| 11-10-2019                                                             | Istanbul                                                               | Turchia                                                                | 1 – 0                                                                  | Albania                                                                | Qual. Euro 2020                                                        | -                                                                      | cap. 12’ 72’                                                           |
| 14-11-2019                                                             | Elbasan                                                                | Albania                                                                | 2 – 2                                                                  | Andorra                                                                | Qual. Euro 2020                                                        | -                                                                      | cap.                                                                   |
| 17-11-2019                                                             | Tirana                                                                 | Albania                                                                | 0 – 2                                                                  | Francia                                                                | Qual. Euro 2020                                                        | -                                                                      | 46’                                                                    |
| 15-11-2020                                                             | Tirana                                                                 | Albania                                                                | 3 – 1                                                                  | Kazakistan                                                             | UEFA Nations League 2020-2021 - 1º turno                               | -                                                                      | 87’                                                                    |
| 18-11-2020                                                             | Tirana                                                                 | Albania                                                                | 3 – 2                                                                  | Bielorussia                                                            | UEFA Nations League 2020-2021 - 1º turno                               | -                                                                      | 64’                                                                    |
| 25-3-2021                                                              | Andorra la Vella                                                       | Andorra                                                                | 0 – 1                                                                  | Albania                                                                | Qual. Mondiali 2022                                                    | -                                                                      | 17’ 62’                                                                |
| 28-3-2021                                                              | Tirana                                                                 | Albania                                                                | 0 – 2                                                                  | Inghilterra                                                            | Qual. Mondiali 2022                                                    | -                                                                      | 71’                                                                    |
| Totale                                                                 |                                                                        | Presenze (51º posto)                                                   | 44                                                                     |                                                                        | Reti (71º posto)                                                       | 1                                                                      |                                                                        |